# Guerres romano-germàniques
S'anomenen guerres romanogermàniques la sèrie de conflictes entre els romans i les tribus germàniques compresos entre el 113 aC, amb la guerra címbria, i el 476 dC. La natura d'aquests conflictes va ser molt diversa i inclou conquestes romanes, revoltes germàniques i posteriors invasions i la caiguda de l'Imperi Romà d'Occident.